# Centrale termoelettrica di Zaporižžja
La centrale termoelettrica di Zaporižžja (in ucraino Запорізька теплова електростанція?, Zaporiz'ka teplova elektrostancija) è una centrale termoelettrica sita a Enerhodar, nell'oblast' di Zaporižžja nell'Ucraina sud-orientale. Con una capacità installata al 1º gennaio 2021 di 2850 Megawatt è la principale centrale termoelettrica del paese. Il 5 maggio 2022, la centrale elettrica ha interrotto la sua attività a causa della mancanza di carbone a causa dell'occupazione russa.